# Ala volante

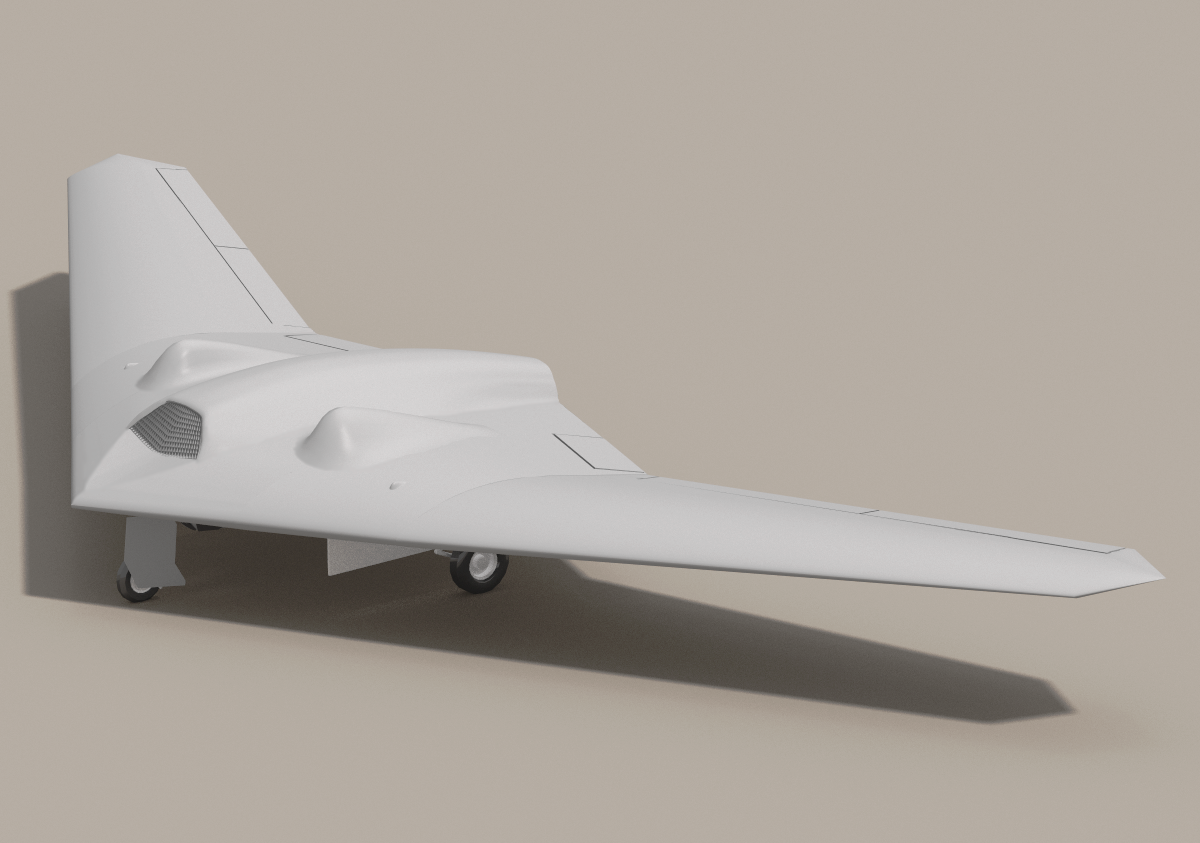
Rendering grafico di una configurazione ad ala volante di un Lockheed Martin RQ-170 Sentinel

Un'ala volante, o tuttala, è un aeroplano costituito esclusivamente dall'ala, e dunque privo di fusoliera o impennaggi. Ciononostante, vengono comunemente definiti "ali volanti" anche quegli aerei che, pur privi di impennaggi orizzontali e di una fusoliera definita, sono dotati di piani verticali, di dimensioni generalmente assai ridotte.

## Tecnica

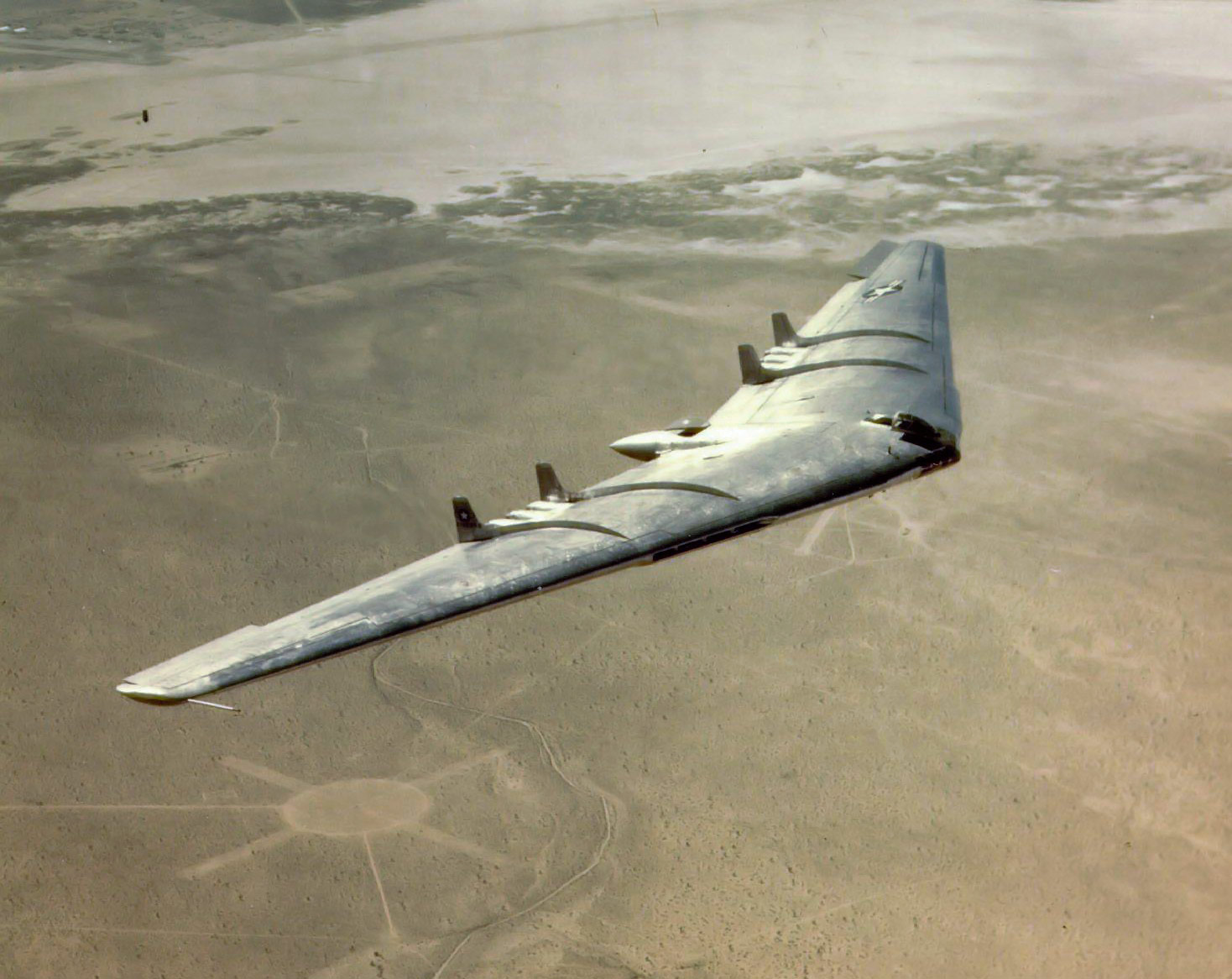
Northrop YB-49

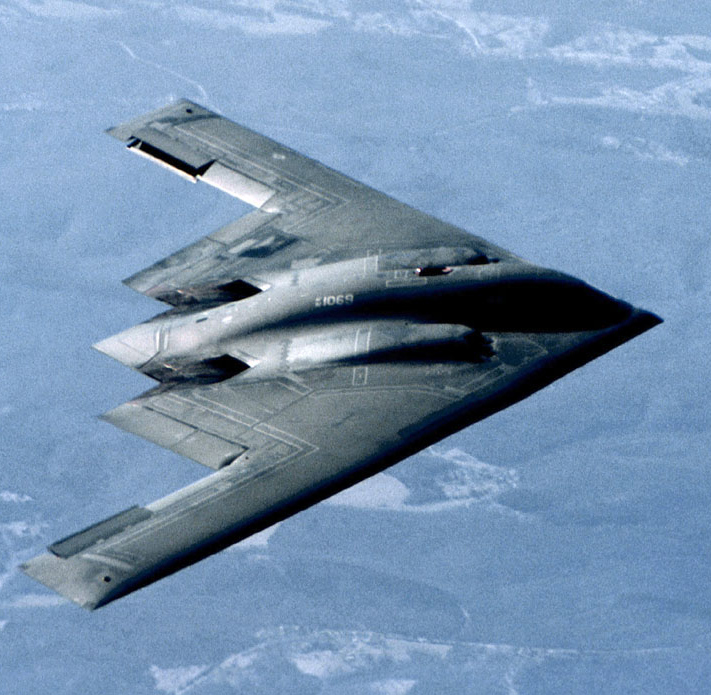
Northrop Grumman B-2 Spirit

Un aereo con configurazione tuttala trasporta all'interno della struttura alare tutto il suo carico utile, nonché l'equipaggio, i motori, il carrello e tutti gli altri impianti. La formula dell'ala volante, grazie all'eliminazione degli impennaggi e di una fusoliera definita, comporta alcuni notevoli vantaggi: in particolare, la cospicua diminuzione della resistenza aerodinamica e del peso garantisce in generale, a parità di altre caratteristiche, migliori prestazioni rispetto ad aerei più tradizionali.
Tuttavia la soppressione della deriva implica anche una perdita di stabilità direzionale, nonché alcuni disagi nel volo a velocità ridotte, dovuti essenzialmente alla difficoltà di applicare sistemi di ipersostentazione tradizionali a un'ala volante. Il modo migliore di risolvere i problemi di stabilità, consisterebbe nell'impiego di ali a delta, ma normalmente l'uso di ali con angoli di freccia moderatamente accentuati è sufficiente per garantire doti di stabilità soddisfacenti.
Il fatto che in un'ala volante tutto il carico debba essere alloggiato all'interno dello spessore dell'ala può causare ulteriori difficoltà: un'ala dal profilo abbastanza spesso da contenere tutti gli impianti necessari al funzionamento dell'aereo avrebbe una sezione frontale tanto ampia da vanificare l'utilità della formula tuttala nel ridurre la resistenza. Perciò molto spesso l'ala è mantenuta su profili ragionevolmente sottili, e i vari sistemi vengono installati in carenature esterne o sporgenze di vario tipo.

## Storia
Diversi aerei senza coda vennero sperimentati sin dai primi tentativi di sollevarsi dal suolo da parte dei primi pionieri. Tuttavia, la possibilità di sopprimere completamente la fusoliera realizzando una vera e propria ala volante non si presentò che dopo la prima guerra mondiale, quando i progressi nella tecnologia dei materiali resero disponibili ali monoplane sufficientemente robuste.
Il progettista tedesco Hugo Junkers brevettò un'idea di trasporto aereo tuttala nel 1910. Egli la considerava una soluzione naturale al problema di realizzare un aereo di linea abbastanza grande da trasportare un ragionevole carico di passeggeri caricando anche abbastanza carburante per coprire distanze transatlantiche. Junkers riteneva che il volume utile potenzialmente molto ampio di un'ala volante e la sua ridotta resistenza la rendessero una configurazione ideale per quel ruolo. Nel 1919 egli cominciò a lavorare sul suo progetto JG1, che doveva alloggiare i passeggeri all'interno delle spesse ali, ma due anni dopo la Commissione di Controllo Alleata per l'Aeronautica ordinò la distruzione del prototipo del JG1 (che non era ancora stato completato) poiché esso oltrepassava i limiti di dimensioni che erano stati imposti agli aerei tedeschi dopo la guerra. Junkers concepì poi futuristiche ali volanti capaci di trasportare anche 1 000 passeggeri; quanto di più vicino a questi progetti venne realizzato fu il grosso Junkers G 38 a 34 posti del 1929.
La configurazione tuttala fu studiata approfonditamente nei seguenti anni, in particolare da Geoffrey T. R. Hill nel Regno Unito, Jack Northrop e Cheston l. Eshelman negli Stati Uniti, da Alexander Lippisch e i fratelli Reimar e Walter Horten in Germania, e da Giovanni Pegna e Flaminio Piana Canova in Italia.
Progettisti sovietici come Boris I. Cheranovsky avevano iniziato in segreto ricerche simili negli anni venti. Grazie ai notevoli progressi nei materiali e nelle tecniche di costruzione, nell'Unione Sovietica furono realizzati aerei come il BICh-3, il BICh-4, il BICh-7A. Altri progettisti, come Chizhevsky e Antonov, si distinsero grazie a progetti come, rispettivamente, il BOK-5 e l'OKA-33, che erano definiti "alianti motorizzati" a causa della loro somiglianza con popolari alianti dell'epoca. L'aliante BICh-11 di Cheranovsky fu, nel 1932, una delle prime vere e proprie ali volanti a prendere il volo; nel 1933, nel corso della Nona Competizione per Alianti, fronteggiò l'H1 dei fratelli Horten e Adolf Galland. Non partecipò tuttavia alle dimostrazioni per le olimpiadi di Berlino del 1936. Il BICh-26 costituì uno dei primi tentativi di volo supersonico con un tuttala nel 1948.

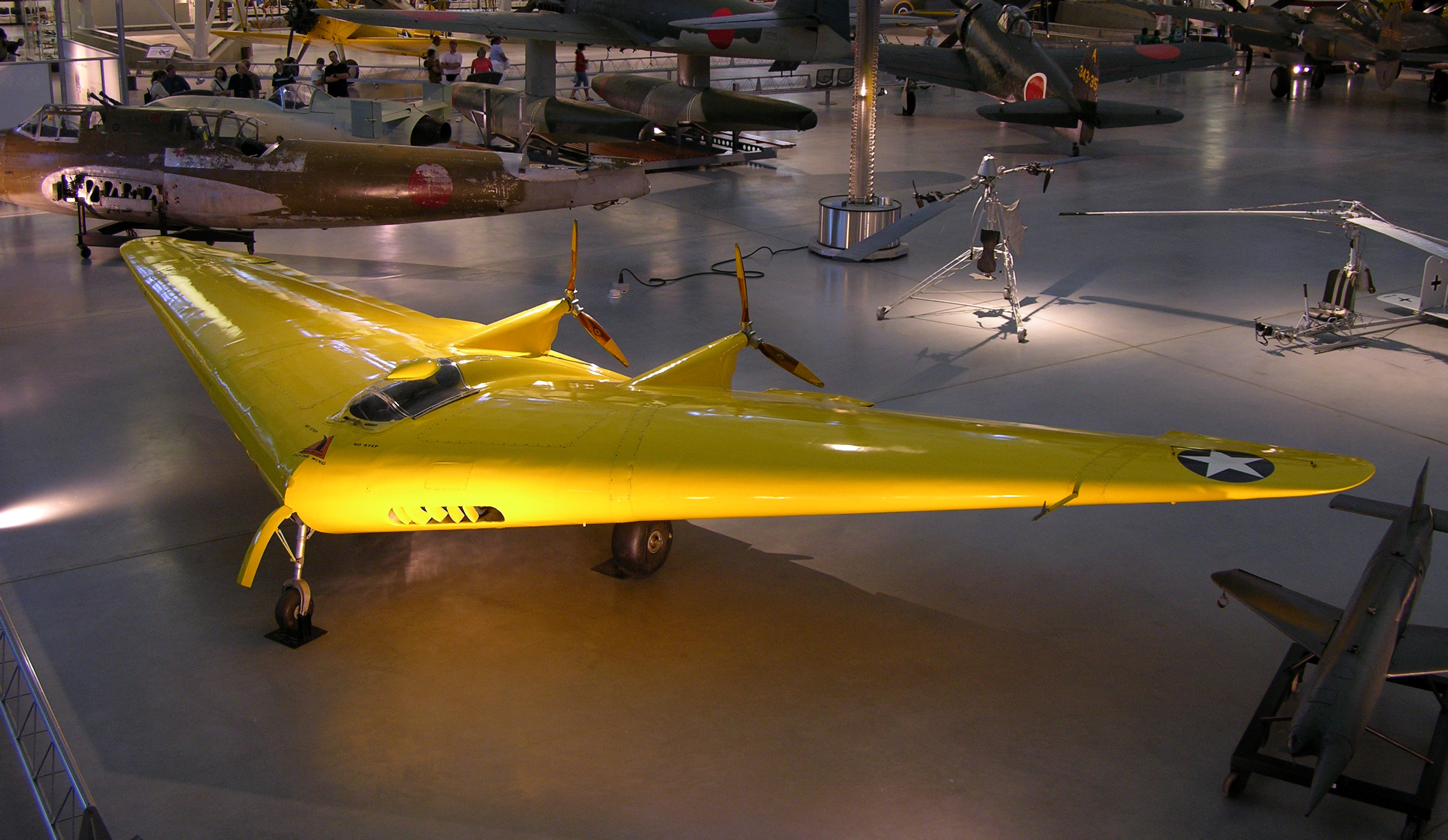
Northrop N-1M conservato presso lo Steven F. Udvar-Hazy Center.

Tra gli altri esempi di aerei tuttala delle prime generazioni si possono citare gli alianti francesi AV-3, AV-17 di Charles Fauvel del 1933 e l'AV-36; il Northrop N-1M americano del 1940, che precedette a titolo sperimentale il bombardiere YB-49; l'aliante britannico Armstrong Whitworth A.W.52G del 1944, poi sviluppato in una versione con propulsione a getto; il tedesco Horten Ho 229 del 1945, il primo tuttala puro con propulsione a getto della storia (diversi progetti militari tedeschi della parte finale della seconda guerra mondiale erano basati su concezioni ad ala volante o sue variazioni, in quanto possibili soluzioni per incrementare l'autonomia dei jet, altrimenti molto limitata).
Dopo la guerra furono concepiti molti progetti sperimentali di ali volanti, anche se le difficoltà, già note, rimanevano praticamente insormontabili. L'interesse rimase vivo fino ai primi anni cinquanta, quando tale configurazione venne proposta per i bombardieri a lungo raggio. Il risultato di questi interessamenti furono il Northrop YB-35 e l'YB-49, due interessanti progetti che non entrarono però in produzione. L'aumento di raggio d'azione che questi prototipi offrivano era sostanzialmente trascurabile, e per contro essi presentavano un gran numero di problemi tecnici.
L'attenzione per le ali volanti si rinnovò negli anni ottanta a causa del fatto che la loro ridotta sezione era in grado di garantire una traccia radar potenzialmente molto piccola, rendendole banchi di prova ideali per la tecnologia stealth; tale tecnologia (che mira a conferire al velivolo una virtuale invisibilità ai radar nemici) si basa, oltre che sull'impiego di materiali molto particolari, su forme che riflettono le onde radar solo in certe direzioni, in modo che l'aereo sia difficile da rilevare a meno che il radar nemico si trovi in una particolare posizione rispetto al velivolo (posizione che peraltro varia con il moto dell'aereo); le caratteristiche dei tuttala da questo punto di vista sono particolarmente vantaggiose. Questo approccio condusse nel 1989 al bombardiere Northrop Grumman B-2 Spirit, uno dei più avanzati e costosi aerei con caratteristiche stealth mai costruiti. Nel suo caso, dove i vantaggi aerodinamici della formula tuttala non sono di particolare importanza, gli svantaggi sono stati minimizzati grazie a sistemi di controllo computerizzati di tipo fly-by-wire.